# Булонь, Бон Старший
Бон [де] Булонь Старший (фр. Bon (de) Boullogne, L’Aîné; 22 февраля 1649, Париж — 17 мая 1717, там же) — французский рисовальщик, живописец и гравёр академического направления эпохи «большого стиля» Людовика XIV. Представитель большой художественной семьи.

## Биография
Бон Булонь Старший родился 22 февраля 1649 года в городе Париже в семье художника Луи Булоня Старого (Le Vieux; 1609—1674). Считался самым одарённым из его детей. Он был братом Луи Булоня Младшего, художниц Женевьевы Булонь и Мадлен Булонь. Первые уроки рисунка и живописи получил у отца, которому, как полагают, он помогал в его работе в Большой галерее Луврского дворца.
Благодаря отцу и содействию Ж. Б. Кольбера, Бон де Булонь был направлен на учёбу во Французскую академию в Риме в качестве пенсионера Академии. Во время обучения выполнял копии известных произведений мастеров живописи, в частности, фресок Рафаэля в Ватикане. Изучал работы Корреджо, Аннибале Карраччи, Гвидо Рени, Доменикино и Франческо Альбани. Затем побывал в Ломбардии, где завершил обучение.
Вернувшись во Францию, в 1677 году он был принят в Королевскую академию живописи и скульптуры, а в следующем году назначен профессором и живописцем короля (peintre du roi). Его репутация привлекла внимание Людовика XIV, который назначил ему пенсию в шестьсот ливров.
После смерти Ж. Ардуэн-Мансара в 1708 году Бон Булонь вместе с братом Луи принял участие в росписях Дома инвалидов, которыми руководил Шарль де Лафосс. Он также работал во дворце и в капеллах Версаля, в малом дворце Трианон.
Его картины, в основном, на мифологические и исторические сюжеты, а также портреты, демонстрируют большое сходство с работами итальянских мастеров, в особенности болонской школы. Бон Булонь Старший много рисовал на серой бумаге чёрным итальянским карандашом, подчёркивая отдельные части белилами. Его рисунки демонстрируют беглую, лёгкую манеру. Художник обладал весёлым, жизнерадостным характером, любил и защищал своих учеников и всю жизнь был нежно привязан к брату Луи, с которым проживал вместе до женитьбы на Анне Лурд, дочери директора Мануфактуры Савоннери, 8 апреля 1687 года.
За время преподавания в Академии Бон Булонь Старший воспитал целое поколение талантливых художников, среди них были: Робер Турньер, Шарль Парросель, Жан Рау, Себастьян Леклерк Младший, Жан-Батист Сантерр, Луи де Сильвестр и другие.

## Галерея
- Меркурий передает младенца Вакха на попечение нимф Ниссы. Музей Боуз, Англия
- Рождение Венеры. Между 1688 и 1690. Холст, масло. Музей Маньин, Дижон
- Товий, исцеляющий своего отца. Ок. 1705. Холст, масло. Дворец изящных искусств, Лилль
- Святой Иоанн Креститель. 1669. Частное собрание
- Антуан V, маршал Франции. Холст, масло. Версаль
- Мария Кристина де Ноай, герцогиня Грамон и ее дочь Мария Аделаида. Музей басков, Байон, Франция